# Beeld van koningin Wilhelmina in Spakenburg
Het beeld van Koningin Wilhelmina in Spakenburg werd geplaatst naar aanleiding van het bezoek van koningin Wilhelmina na de Stormvloed van 1916 waarbij de vissersplaats Spakenburg zwaar werd getroffen. Het beeld staat op de hoek Weikamp/Kerkemaat, langs de haven van Bunschoten-Spakenburg. 
Voor de komst van de Afsluitdijk lag Spakenburg aan de woeste Zuiderzee en vormden overstromingen een bedreiging voor de vissersbevolking. In januari 1916 werden in de haven van Spakenburg 138 van de 176 botters zwaar beschadigd. De materiale schade was enorm, zo stortten 50 huizen in. Alhoewel er geen slachtoffers vielen, bezweken later toch nog mensen aan longontsteking en de barre koude. 
Bunschoten-Spakenburg werd na de ramp bezocht door koningin Wilhelmina. Aan de kop van de Nieuwe Haven staat daarom een standbeeld van haar. 
Tijdens deze ramp werd op een zolderkamertje schuin tegenover de plaats van het beeld, bij de familie Vedder een meisje geboren, Wilhelmina Aartje. Een paar dagen later bezocht koningin Wilhelmina Spakenburg. Daarbij nam zij Wilhelmina Aartje aan als petekind. Sindsdien bezocht zij Spakenburg regelmatig, samen met dochter Juliana.  Wilhelmina Aartje Vedder stierf in 2006 op 90-jarige leeftijd.
Het beeld werd in 1999 gemaakt door Greet Grottendieck. In 2017 werd het beeld een aantal maanden verplaatst vanwege bouw van de zelfsluitende waterkering.  

## Plakette
Op de plakette onder het beeld staat de tekst:
TIJDENS DE WATERSNOOD VAN 1916
In de nacht van donderdag 13 januari op vrijdag 14 januari 1916 werden
Bunschoten, Spakenburg en Eemdijk door een watersnood getroffen.
Een zware noordwesterstorm zweepte het water in de havens op tot 3.25m +NAP.
Dat is ongeveer tot onder aan de mantel van de koningin. Het natuurgeweld
joeg de botters op de wal waarna ze met geweld tegen de visserswoningen beukten.
De gevolgen waren enorm. Daarmee was deze stormvloed een van de zwaarste rampen
die deze dorpen ooit hebben geteisterd.
Hare Majesteit koningin Wilhelmina bezocht op vrijdag 21 januari Bunschoten-Spakenburg.
Schuin tegenover deze plaats was in de rampnacht op een zolderkamertje een kind geboren,
dat Hare Majesteit bij dit bezoek als petekind aannam.
Haar belangstelling voor de bevolking was groot. Met haar bezoek toonde
koningin Wilhelmina in tegenspoed één met haar volk te zijn.
31 augustus 1999